# Гензель і Гретель (опера)
Гензель і Гретель (нім. Hänsel und Gretel) — опера композитора дев'ятнадцятого століття Енгельберта Гумпердінка, який описав її як нім. Märchenoper (опера-казка). Лібрето написала сестра Гумпердінка Адельгайд Ветте, на основі однойменної казки братів Грімм.

## Історія
Ідею опери запропонувала Гумпердінку його сестра, яка звернулася до нього з проханням написати музику до пісень, які вона написала для своїх дітей на Різдво на основі «Гензеля і Гретель». Після кількох редакцій музичні етюди та пісні були перетворені в повноцінну оперу.
Гумпердінк написав «Гензеля і Гретель» у Франкфурті в 1891 і 1892 роках. Опера була вперше поставлена в Гофттеатрі у Веймарі 23 грудня 1893 року під керівництвом Ріхарда Штрауса.
, після чого відбулася її прем'єра в Гамбурзі 25 вересня 1894 року під керівництвом Густава Малера.
Перший виступ за межами Німеччини відбувся в Базелі (Швейцарія), 16 листопада 1894 року.
Перша вистава в Англії відбулася в Лондоні 26 грудня 1894 року в театрі Дейлі, а перша вистава в США відбулася 8 жовтня 1895 року в Нью-Йорку.
Перша вистава в Австралії відбулася 6 квітня 1907 року в Princess Theatre у Мельбурні.

## Ролі

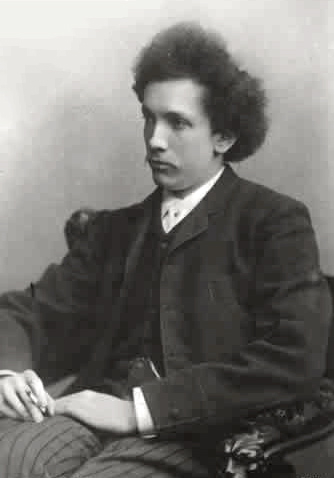
Штраус в 1894 році

| Роль                        | Тип голосу             | Прем'єрна роль, 23 грудня 1893 Керівництво: Річард Штраус |
| --------------------------- | ---------------------- | --------------------------------------------------------- |
| Петер, виробник віників     | баритон                | Фердинанд Віді                                            |
| Гертруда, його дружина      | меццо-сопрано          | Луїза Тибельті                                            |
| Гензель, їхній син          | меццо-сопрано          | Іда Шуберт                                                |
| Гретель, їхня дочка         | сопрано                | Марія Кайзер                                              |
| Відьма з пряничної хатинки  | меццо-сопрано          | Герміна Фінк                                              |
| Піщаний чоловік, сонна фея  | сопрано                | пані Хартвіг                                              |
| Росяний чоловік, росяна фея | сопрано                | пані Хартвіг                                              |
| Хор ехо                     | три сопрано, два альти |                                                           |
| Дитячий хор                 |                        |                                                           |
| Балет (14 ангелів)          |                        |                                                           |

### Фільм
- У 1981 році Август Евердінг зняв телевізійний фільм на основі опери.. Під диригуванням сера Георга Шолті в акторському складі представлені Брігіта Фассбендер у ролі Гензеля, Едіта Груберова у ролі Гретель, Сена Юринац у ролі відьми (у своїй останній ролі перед виходом на пенсію), Герман Прей у ролі батька та Хельга Дернеш у ролі матері.